# Калуга вечерняя
«Калуга вечерняя» — российское печатное СМИ.

Обложка первого номера

Первая городская газета, учреждённая городским советом Калуги. Первый номер издания вышел 29 (по другим данным 30) декабря 1990 года. Выходила еженедельно по субботам.

## Восприятие
- «В основе „вкусно“ написанные, зачастую с юмором и сарказмом статьи о тяготах трудного перестроечного времени. Журналисты консолидировались с рядовыми калужанами в поисках выхода из тяжелых жизненных ситуаций и общались с ними как друзья» (Калужские губернские ведомости)[3].